# Mario Velarde Velázquez
Mario Velarde Velázquez (29 de febrero de 1940-19 de septiembre de 1997) fue un futbolista y entrenador mexicano.

## Trayectoria
Vistió la camiseta del Club Necaxa y del Club Universidad Nacional durante su carrera. 
Como director técnico, entrenó a los Pumas de la UNAM, Cruz Azul y Toluca. Fue seleccionador mexicano entre 1986 y 1989.

## Selección nacional
Jugó en la selección de fútbol de México que participó en la Copa Mundial de Fútbol de 1962 y la Copa Mundial de Fútbol de 1970.

### Participaciones en Copas del Mundo
| Mundial                        | Sede   | Resultado        |
| ------------------------------ | ------ | ---------------- |
| Copa Mundial de Fútbol de 1962 | Chile  | Primera fase     |
| Copa Mundial de Fútbol de 1970 | México | Cuartos de final |